# Republika Środkowoafrykańska na Letnich Igrzyskach Olimpijskich 2020
Republika Środkowoafrykańska na Letnich Igrzyskach Olimpijskich 2020 – występ kadry sportowców reprezentujących Republikę Środkowoafrykańską na igrzyskach olimpijskich, które odbyły się w Tokio w Japonii, w dniach 23 lipca - 8 sierpnia 2021 roku.
Reprezentacja Republiki Środkowoafrykańskiej liczyła dwóch zawodników - kobietę i mężczyznę, którzy wystąpili w 2 dyscyplinach.
Był to jedenasty start Republiki Środkowoafrykańskiej na letnich igrzyskach olimpijskich.

## Reprezentanci

### Lekkoatletyka
| Zawodnik       | Konkurencja            | Runda 1  | Runda 1 | Półfinał | Półfinał | Finał    | Finał   | Pozycja |
| Zawodnik       | Konkurencja            | Rezultat | Pozycja | Rezultat | Pozycja  | Rezultat | Pozycja | Pozycja |
| -------------- | ---------------------- | -------- | ------- | -------- | -------- | -------- | ------- | ------- |
| Francky Mbotto | Bieg na 800 m mężczyzn | 1:48.26  | 8.      | NQ       | NQ       | NQ       | NQ      | -       |

### Pływanie
| Zawodnik        | Konkurencja              | Eliminacje | Eliminacje | Półfinał | Półfinał | Finał | Finał   | Pozycja |
| Zawodnik        | Konkurencja              | Czas       | Miejsce    | Czas     | Miejsce  | Czas  | Miejsce | Pozycja |
| --------------- | ------------------------ | ---------- | ---------- | -------- | -------- | ----- | ------- | ------- |
| Chloe Sauvourel | 50 m st. dowolnym kobiet | 32.18      | 4.         | NQ       | NQ       | NQ    | NQ      | 75.     |